# Iggesund/HIF
Iggesund/HIF var en fotbollsförening i Iggesund i Hudiksvalls kommun i Hälsingland/Gävleborgs län 1985-1989. Klubben bildades genom sammanslagning av fotbollssektionen i Hudiksvalls IF med Iggesunds IK. Föreningen upplöstes efter säsongen 1989 då de bägge föreningarna återupptog fotboll i egen regi. Klubbens herrlag tillbringade samtliga fem säsonger i division III, vilket var tredje högsta serienivå t.o.m. 1986 och därefter fjärde högsta serienivå. Föreningens damlag deltog endast i seriespel åren 1985-1986.